# Parafia Richland
Parafia Richland (ang. Richland Parish) – parafia cywilna w stanie Luizjana w Stanach Zjednoczonych. Obszar całkowity parafii obejmuje powierzchnię 564,52 mil2 (1 462,09 km²). Według danych z 2010 r. parafia miała 20 725 mieszkańców. Parafia powstała w 29 września 1868 roku.

## Sąsiednie parafie
- Parafia Morehouse (północ)
- Parafia West Carroll (północny wschód)
- Parafia East Carroll (północny wschód)
- Parafia Madison (wschód)
- Parafia Franklin (południowy wschód)
- Parafia Caldwell (południowy zachód)
- Parafia Ouachita (zachód)

## Miasta
- Delhi
- Rayville

## Wioski
- Mangham

## CDP
- Start